# Перуанска селена
Selene peruviana е вид бодлоперка от семейство Carangidae. Видът не е застрашен от изчезване.

## Разпространение и местообитание
Разпространен е в Гватемала, Еквадор, Колумбия, Коста Рика, Мексико, Никарагуа, Панама, Перу, Салвадор, САЩ, Хондурас и Чили.
Среща се на дълбочина от 2 до 281,5 m, при температура на водата от 20,9 до 25,4 °C и соленост 34,3 – 34,7 ‰.

## Описание
На дължина достигат до 40 cm.